# Confederation of European Baseball
Confederation of European Baseball (zkratka CEB, oficiální název ve francouzštině Confédération Européenne de Baseball, v neoficiálním českém překladu Evropská baseballová konfederace) je organizace, která zastřešuje baseballové dění v Evropě. Sdružuje národní baseballové asociace evropských zemí.
Prezidentem konfederace je v současné době Čech Petr Ditrich.

## Historie
Vznikla v roce 1953 a zakládajícími členy byla Francie, Belgie, Německo, Itálie a Španělsko. Česká republika (respektive národní svaz - Česká baseballová asociace) se stala členem po rozpadu Československa v roce 1993. Dnes sdružuje Evropská baseballová konfederace 38 členských zemí.

### Seznam členských zemí
(rok přidružení)
| - Rakousko (1983) - Bělorusko (1994) - Belgie (1953) - Bulharsko (1992) - Chorvatsko (1992) - Kypr (1999) - Česko (1993) - Dánsko (1979) - Estonsko (1992) - Finsko (1981) | - Francie (1953) - Gruzie (1992) - Německo (1953) - Spojené království (1960) - Řecko (1999) - Maďarsko (1993) - Irsko (1994) - Izrael (1995) - Itálie (1953 - 1967, od 1969 dosud) - Lotyšsko (2009) | - Litva (1992) - Malta (1983) - Moldávie (1993) - Nizozemsko (1956 - 1967, od 1969 dosud) - Norsko (1993) - Polsko (1990) - Rumunsko (1991) - Rusko (1992) - San Marino (1971) | - Srbsko (2006) - Slovensko (1993) - Slovinsko (1992) - Španělsko (1953) - Švédsko (1957) - Švýcarsko (1982) - Turecko (2001) - Ukrajina (1992) |

## Aktivity
CEB řídí evropské baseballové soutěže jako mistrovství Evropy seniorů, mistrovství Evropy jednotlivých juniorských a mládežnických kategoriích nebo evropské klubové soutěže.